# Gottfried Diener
Gottfried Diener, född 1 november 1926, död 26 maj 2015, var en schweizisk bobåkare.
Diener blev olympisk guldmedaljör i fyrmansbob vid vinterspelen 1956 i Cortina d'Ampezzo.